# Corno Giovine
Corno Giovine est une commune italienne de la province de Lodi en Lombardie.

## Administration
| Période                                  | Période  | Identité      | Étiquette     | Qualité |
| ---------------------------------------- | -------- | ------------- | ------------- | ------- |
| 14 juin 2004                             | En cours | Paolo Belloni | Liste civique |         |
| Les données manquantes sont à compléter. |          |               |               |         |

### Hameaux
San Roco, Mezzano Passone di Sotto, Mezzano Squadre, Mezzano Vecchio, Buon Pensiero, Castelletto, Temesvar, Cooperativa Vecchio Po, Verani, Bianca Vidore, Inomata, Mezzano Nuovo, Quartierone, Belgrado, Campagna, Campagnetta, Ca' Rossa, Colombarone, Mulino di Sopra, Fornace

### Communes limitrophes
Maleo, Cornovecchio, Santo Stefano Lodigiano, Caselle Landi, Piacenza